# Lagum
Lagum é uma banda brasileira de Pop Rock formada em 2014 na cidade de Belo Horizonte. Atualmente é composta por Pedro Calais (vocalista), Otavio Cardoso "Zani" (guitarra), Glauco Borges "Jorge" (guitarra) e Francisco Jardim "Chicão" (baixo). A banda se formou após o vocalista Pedro postar vídeos cantando nas redes sociais, quando passou a ser incentivado por um amigo promotor de eventos a formar uma banda para se apresentar em uma casa de shows em Belo Horizonte. Após várias apresentações em bares da região, a banda lançou seu primeiro álbum de forma independente em 2016, Seja o Que Eu Quiser. Em 2018, alcançou o sucesso com a canção "Deixa", em parceria com Ana Gabriela que ficou entre as mais tocadas no país.
Em 2019, o segundo disco, Coisas da Geração, foi lançado pela Sony Music  e levou o grupo aos palcos de todo o Brasil, além de outros países, marcando a primeira grande turnê do Lagum. Em setembro de 2020, o baterista Tio Chico faleceu aos 34 anos, após um show da banda devido a uma parada cardiorrespiratória. 
Em 2021, Memórias (De Onde Eu Nunca Fui) foi lançado e indicado ao Grammy Latino, emplacando o sucesso "Ninguém me ensinou"  O álbum trouxe parcerias com Emicida, L7nnon e Mart'nália. Em 2023, lançaram o álbum Depois do Fim que marcou uma nova indicação ao Grammy Latino em 2024.

## Biografia

### 2014-2016: Formação da Banda e Primeiro Álbum

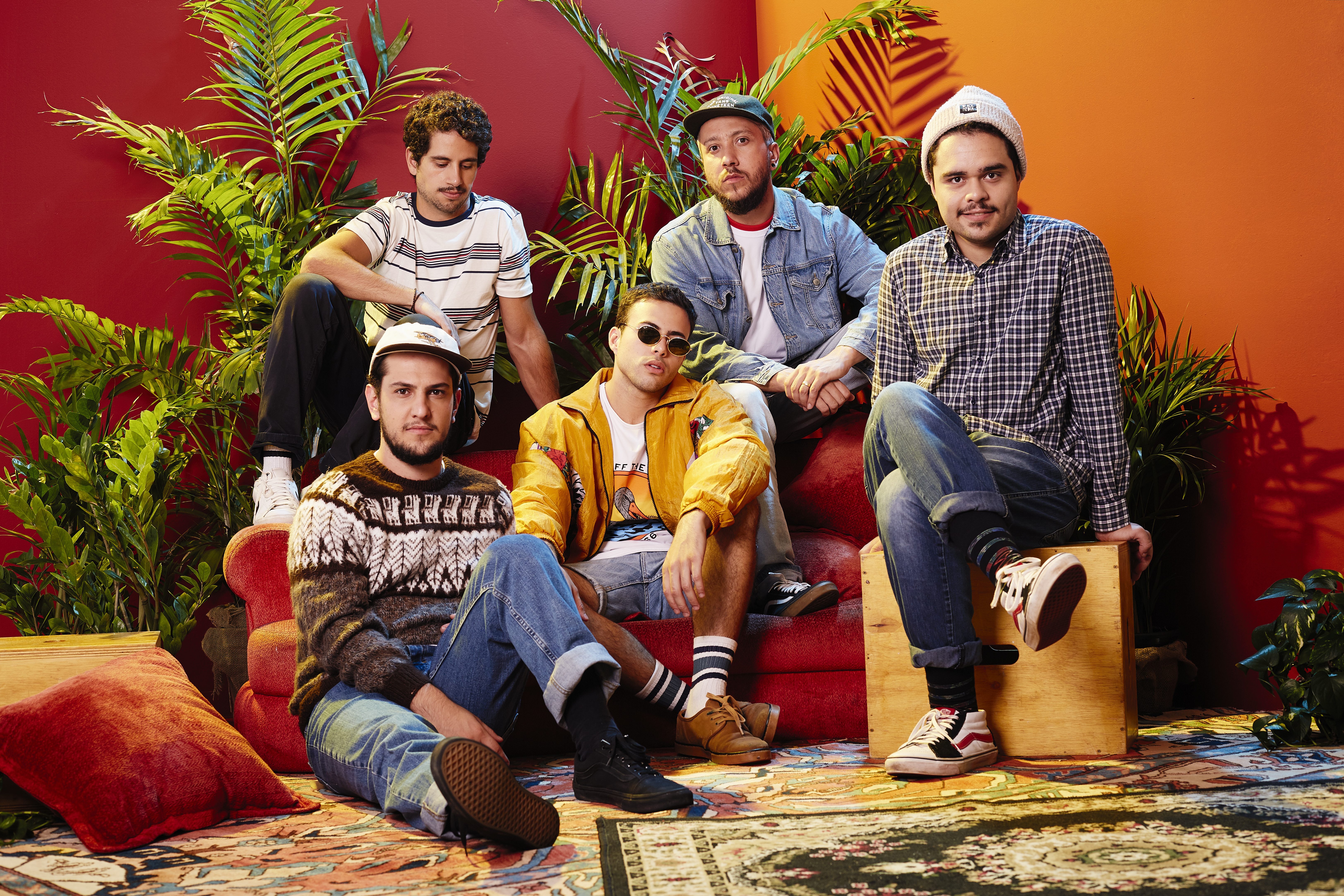
Banda em 2018

Tudo iniciou em 2014, na cidade de Belo Horizonte, quando Pedro Calais decidiu postar um vídeo de umas de suas composições no Facebook; um amigo que era promotor de eventos de uma casa de shows visualizou e o incentivou a montar uma banda para se apresentar na casa. Sendo assim, Calais decidiu chamar os amigos de infância Otavio Cardoso, Glauco Borges, Francisco Jardim e Leonardo Dias. O grupo iniciou a carreira se apresentando nessa casa de shows da cidade, tocando músicas próprias, que são creditadas a todos da banda. 
Em maio de 2016, o quinteto lançou seu primeiro álbum de estúdio intitulado Seja o Que Eu Quiser. A banda passou a investir do próprio dinheiro para a fabricação de cópias do CD e para distribuírem entre os jovens da região de Belo Horizonte. A atitude trouxe resultados com os shows da banda nas casas noturnas atraindo a atenção de cada vez mais publico.
Pouco após o lançamento do primeiro álbum, Leonardo Dias (baterista) saiu da banda e então Breno Braga (Tio Wilson) assumiu sua posição. 

### 2018-2020: Sucesso Nacional e "Coisas da Geração"
Em fevereiro de 2018, foi lançada uma versão acústica da canção "Deixa" em parceria com a cantora Ana Gabriela. A fixa viralizou após ser compartilhada por Neymar em suas redes sociais durante a Copa do Mundo de 2018. "Estávamos descendo do palco para receber os fãs quando chegou a notícia. Fechamos o camarim e fomos logo conferir. O stories era uma tela preta, escrito good night, com umas outras coisas e a música ‘Deixa’ de fundo. Comemoramos e ficamos felizes”, conta o vocalista Pedro Calais" A música, nessa versão, tornou-se um sucesso, estando entre as mais tocadas do país, dando visibilidade para o grupo participar de programas de televisão e assinar contrato com a gravadora Sony.
Em março de 2019 lançaram o single Detesto despedidas, e em Abril Chegou de manso, e em Maio Andar sozinho com participação de Jão. Em junho de 2019, lançaram o segundo álbum de estúdio nomeado Coisas da Geração com 14 faixas. Passaram a realizar uma grande turnê de shows por todo o Brasil. No dia 12 de setembro de 2020, a banda faria dois shows no formato drive-in na cidade mineira de Nova Lima. No entanto, o baterista Tio Wilson (Breno Braga) teve uma indisposição no intervalo entre as duas apresentações e faleceu em decorrência de uma parada cardiorrespiratória.

### 2022-2024: "Memórias" e "Depois do Fim"
Em 2022, a banda voltou aos palcos para a turnê do seu terceiro álbum de estúdio Memórias (De Onde Eu Nunca Fui) (2021) com Glauco Mendes na bateria. O projeto que fala sobre sonhos, memórias e vida relembra e celebra Tio Wilson, ex-baterista do Lagum que morreu em 2020 após um show drive-in. “A expectativa sempre é uma pressão. Nos primeiros trabalhos, como ninguém está esperando nada, nem mesmo você, é mais tranquilo. Mas a gente fez esse álbum bem relaxado e consegue enxergar claramente os erros e acertos desse processo”, conta Pedro.  O Single Ninguém Me Ensinou alcançou grande sucesso nas rádios e plataformas de streaming. Canções como “Musa do Inverno” e “Eu e Minhas Paranoias” também foram bem recebidas pela sua estética e inspiração em clássicos dos anos 2000, inspiradas em Felipe Dylon e em Charlie Brown Jr. A banda foi indicada ao Grammy Latino na categoria de "Melhor Álbum de Rock ou Música Alternativa em Língua Portuguesa".
Em 2023 a banda lançou o álbum Depois do Fim que marcou uma sonoridade mais conceitual e introspectiva. “Esse processo foi longo, mas ele foi no meio de uma grande turbulência da banda, que estava se entendendo como novos quatro integrantes”, diz Zani Furtado, guitarrista do grupo. “Acho que tem muito de cada um ali, em todos os aspectos, tanto emocionais quanto de produção e tudo”. O disco é o primeiro a ser inteiramente produzido sem a participação de Tio Wilson. O trabalho anterior da banda, Memórias (De Onde Eu Nunca Fui), foi lançado oito meses após a morte do baterista, mas ele ainda havia participado de parte das composições e gravações. Dessa forma, a criação do álbum teve um papel importante na reconstrução do grupo e na conexão entre os integrantes. Calais garante que, “depois de tanta dor, sofrimento e ‘quebração de cabeça’, esse é um depois do fim feliz” para a banda. A banda foi novamente indicada ao Grammy Latino de 2024 na categoria de Melhor Álbum de Rock ou de Música Alternativa em Língua Portuguesa.
Em 2024 realizou uma nova turnê nacional e internacional com shows na Europa. A banda celebrou 10 anos com show no local de sua primeira apresentação em BH.   Sobre a turnê e as novas músicas, disseram "Depois desses dez anos o público se renovou, foi chegando gente mais nova e indo embora alguns fãs antigos, foi acontecendo uma troca natural. A Lagum no fone de ouvido é completamente diferente da Lagum no palco"

### 2025-Presente: As Cores, As Curvas e as Dores do Mundo
Em 2025 o Lagum finalizou a parceria com a Sony Music, retornando a um selo independente e passou a gravar em um estúdio próprio em Belo Horizonte. Em junho a banda lançou seu quinto álbum, "As Cores, As Curvas e as Dores do Mundo" com 10 faixas. Ao contrário de Depois do Fim, o álbum foi descrito pelos integrantes como menos triste e mais contemplativo e positivo. O trabalho é produzido pela banda ao lado de Paul Ralphes, com mixagem de João Milliet e masterização de Carlos Freitas.
Junto do álbum, a banda anunciou uma turnê com 30 datas no Brasil e Europa.

## Discografia
- Seja o Que Eu Quiser (2016)
- Coisas da Geração (2019)
- Memórias (De Onde Eu Nunca Fui) (2021)
- Depois do Fim (2023)
- As Cores, As Curvas e as Dores do Mundo (2025)

## Prêmios e indicações
| Ano  | Prêmio                                | Categoria                                                       | Resultado | Ref.          |
| ---- | ------------------------------------- | --------------------------------------------------------------- | --------- | ------------- |
| 2019 | Meus Prêmios Nick                     | Revelação do Ano                                                | Indicado  | [ 20 ]        |
| 2019 | Prêmio Multishow de Música Brasileira | Fiat Argo Experimente                                           | Venceu    | [ 21 ]        |
| 2019 | Prêmio Contigo! Online                | Revelação Musical                                               | Indicado  | [ 22 ]        |
| 2020 | Prêmio Multishow de Música Brasileira | Grupo Do Ano                                                    | Venceu    | [ 23 ]        |
| 2021 | MTV Miaw                              | Artista Musical                                                 | Indicado  | [ 24 ]        |
| 2021 | Prêmio Multishow de Música Brasileira | Grupo do Ano                                                    | Venceu    | [ 25 ]        |
| 2022 | MTV Millennial Awards                 | Feat. Nacional                                                  | Indicado  | [ 26 ] [ 27 ] |
| 2022 | Prêmio Multishow de Música Brasileira | Grupo Do Ano                                                    | Venceu    | [ 28 ]        |
| 2022 | Grammy Latino                         | Melhor Álbum de Rock ou Música Alternativa em Língua Portuguesa | Indicado  | [ 29 ]        |
| 2024 | Grammy Latino                         | Melhor Álbum de Rock ou Música Alternativa em Língua Portuguesa | Indicado  | [ 29 ]        |